# 美馬市立喜来小学校
美馬市立喜来小学校（みましりつきらいしょうがっこう）は、徳島県美馬市美馬町にあった公立小学校。

## 概要
- 1958年（昭和33年）4月1日　徳島県教育委員会より、地域PTC研究校として指定[1]。
- 1989年（平成元年）5月29日　文部省より児童生徒の体力つくり推進校として指定。

### 基礎データ
所在地等
- 〒771-2106 徳島県美馬市美馬町字天神63番地1

## 沿革
- 1874年 - 現在の美馬町字大宮西中塚で寺子屋（喜来小学校の前身）が始まる[1]。
- 1886年9月  -寺子屋（喜来小学校の前身）は、郡里尋常小学校と統合し廃校となる。
- 1889年8月18日 - 喜来小学校創立。郡里尋常小学校喜来分校として発足。在籍数64名。
- 1891年2月 - 教育に関する勅語謄本が下賜。
- 1892年7月1日 - 郡里村立喜来小学校と改称。
- 1926年8月13日 - 徳島県郡里村喜来尋常小学校と改称。
- 1932年8月1日 - 徳島県美馬郡喜来小学校と改称。
- 1941年4月1日 - 徳島県美馬郡郡里町喜来国民学校と改称。
- 1947年4月1日 - 徳島県美馬郡郡里町喜来小学校と改称。
- 1951年3月1日 - 校歌制定。作詞：吉本絃二、作曲：今川幹夫。
- 1952年5月1日 - 郡里町立喜来幼稚園が創立され、喜来小学校に併設（園長は喜来小学校長兼任）。
- 1957年3月31日 - 美馬町喜来小学校と改称。
- 2005年 - 町村合併のため美馬市立喜来小学校となる。
- 2017年3月31日 - 美馬市立郡里小学校・美馬市立重清東小学校・美馬市立重清西小学校・美馬市立芝坂小学校と統合し美馬市立美馬小学校が開校するのに伴い閉校。

## 関係者

### 校長
- 1901年（明治34年）4月1日 初代 美馬宇三郎校長就任[1]
- 不詳 第2代 宮久保福太郎校長就任
- 1909年（明治42年）4月1日 第3代 岡本文雄校長就任
- 1918年（大正7年）4月8日 第4代 河原虎雄校長就任
- 1923年（大正12年）4月7日 第5代 桟敷正一校長就任
- 1934年（昭和9年）3月31日 第6代 井上源平校長就任
- 1944年（昭和19年）3月31日 第7代 佐藤武夫校長就任
- 1946年（昭和21年）1月3日 第8代 牧田茂校長就任
- 1949年（昭和24年）7月25日 第9代 竹田貞雄校長就任
- 1951年（昭和26年）4月1日 第10代 小谷勝己校長就任
- 1953年（昭和28年）4月1日 第11代 浜田治二校長就任
- 1955年（昭和30年）4月1日 第12代 赤堀清一校長就任
- 1960年（昭和35年）4月1日 第13代 荒岡一夫校長就任
- 1964年（昭和39年）4月1日 第14代 坂本謙一校長就任
- 1968年（昭和43年）4月1日 第15代 仁木明校長就任
- 1971年（昭和46年）4月1日 第16代 浦辺武通校長就任
- 1976年（昭和51年）4月1日 第17代 佐々木昌校長就任
- 1980年（昭和55年）4月1日 第18代 田村熙校長就任
- 1981年（昭和56年）4月1日 第19代 島邦夫校長就任
- 1983年（昭和58年）4月1日 第20代 辺見豊宣校長就任
- 1985年（昭和60年）4月1日 第21代 田中正陽校長就任
- 1987年（昭和62年）4月1日 第22代 大島國八校長就任
- 1990年（平成2年）4月1日 第23代 高田定幸校長就任